# Victoria-Becken
Das Victoria-Becken (engl.: Victoria Basin) ist ein Sedimentbecken im Northern Territory in Australien.
Die etwa 950 m mächtigen Gesteinsschichten entstanden im Neoproterozoikum vor 850 bis 700 Millionen Jahren. Das Sedimentbecken ist Teil des Centralian Superbasin, das sich über Western Australia erstreckt. Das Victoria-Becken überlagert teilweise das Pine-Creek-Orogen und das Birrindudu-Becken und wird selbst teilweise vom Wiso-Becken, Daly-Becken und Wolfe-Becken, sowie von der Kalkarinji-Provinz überlagert. Im Victoria-Becken befindet sich Kalkstein, Sandstein, Dolomit und Schluffstein.
Wirtschaftlich bedeutende Mineralvorkommen befinden sich dort nicht, es werden aber Metall- und Uranvorkommen vermutet.